# Aleksej Zjuk

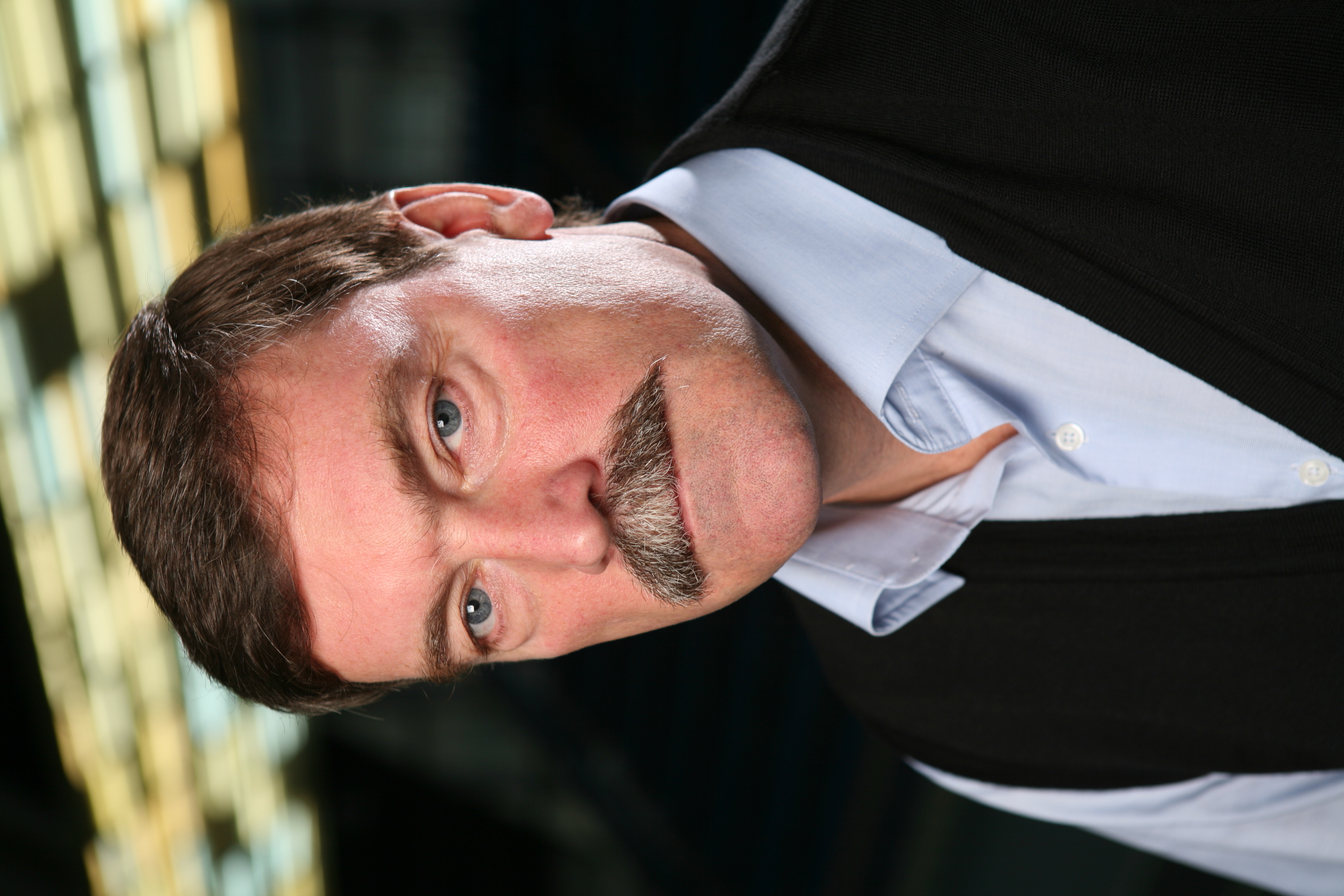
Aleksej Zjuk, 2008.

Aleksej Vladimirovitj Zjuk (ryska: Алексей Владимирович Жук), född 6 november 1955 i Novosibirsk, är en rysk tidigare handbollsspelare (högersexa), tävlande för Sovjetunionen. Han var bland annat med och tog OS-silver 1980 i Moskva.

## Klubbar
- Polytechnik Minsk (–1973)
- CSKA Moskva (1973–1987)